# Acantharia aterrima
Acantharia aterrima är en svampart som först beskrevs av Cooke & G. Winter, och fick sitt nu gällande namn av Arx 1954. Acantharia aterrima ingår i släktet Acantharia och familjen Venturiaceae.   Inga underarter finns listade i Catalogue of Life.